# Fryderyk Kunitzer
Fryderyk Kunitzer, także Friedrich Kunitzer (ur. 9 lutego 1907 w Przedeczu, zm. 14 marca 1998 w Kördorfie) – niemiecki malarz.

## Życiorys
Był synem nauczyciela. W 1909 wraz z rodziną mieszkał w Jarosławiu nad Donem, z którego w 1918 uciekli przed rewolucją październikową, przybywając do miejscowości Radogoszcz pod Łodzią (obecnie osiedle w granicach Łodzi). W Łodzi, Kunitzer uczył się w Niemieckim Gimnazjum Reformowanym w Łodzi, gdzie jego ojciec był nauczycielem. Po maturze studiował na Akademii Sztuk Pięknych w Krakowie u Fryderyka Pautscha, następnie w Pruskiej Akademii Sztuk i mieszkał w kolonii artystycznej Worpswede. W 1930 wyjechał do Paryża, gdzie zamieszkał u Józefa Pankiewicza. Jako Polak pochodzenia niemieckiego w 1932 odbył służbę wojskową w polskiej armii. W 1933 jego obrazy uczestniczyły wystawach malarskich m.in. w Poznaniu, Łodzi, Bydgoszczy i Katowicach. Tworzył wówczas głównie portrety, pejzaże oraz grafikę użytkową. Stworzył wówczas ilustracje do publikacji Kurta Lücka Die deutschen Siedlungen im Cholmer und Lubliner Lande (Osadnictwo niemieckie na ziemi cholmerskiej i lubelskiej; Plauen 1931) i Singendes Volk – Volkslieder aus Kongreßpolen und Wolhynien (Lud śpiewający – pieśni ludowe z Kongresówki i Wołynia; Poznań 1935).
Następnie wyjechał do Monachium, gdzie założył studio artystyczne z Eugenem Nellem oraz podjął studia na Akademii w Monachium, gdzie był uczniem Karla Caspara. W 1936 został stypendystą uczelni oraz laureatem nagrody uczelnianej. W 1937 przebywał w domu swojego mistrza – Caspara, a następnie podjął studia u Adolfa Schinnerera.
W 1942 rozpoczął służbę w Wehrmachcie i walczył na froncie wschodnim w Rosji. W 1945 został ranny oraz został jeńcem wojennym w niewoli amerykańskiej. Podczas swojej służby tworzył liczne szkice, w oparciu o które opublikował książkę „Ikony w armatnim dymie” (niem. Ikonen im Pulverrauch). Zawarł w niej teksty opatrzone 80 rysunkami, sporządzonymi w latach 1941–1944, nawiązującymi do tematyki wojennej. Po wyzwoleniu pracował u krewnych na wsi oraz dorabiał sobie malując dla żołnierzy amerykańskich, ozdabiając drewniane talerze motywami ludowymi, malując kwiaty, widoki zamków, podobizny przyjaciółek żołnierzy, którzy zamawiających obrazy.
Po wojnie był współzałożycielem Związku Zawodowego Artystów Platyków w Lauterbach. Przez krótki okres mieszkał w Alsfeld, a w latach 1949–1957 mieszkał u siostry w Wiesbaden, gdzie odbywały się liczne wystawy jego prac. Po ślubie z rosyjską tancerką – Tamarą Weiland (zm. 1996), w 1959 zamieszkał w Kördorf, gdzie prowadził gospodarstwo rolne oraz zajmował się hodowlą ryb, a także malował i pisał, mieszkając w prostej chacie z drewnianych bali.

## Publikacje
- Ikonen im Pulverrauch. Eine Zeichenfeder erlebt d. Russlandfeldzug, Weinheim 1957.
- Menschen, Mühlen, Märchen, Berlin; Bonn 1983 ISBN 3-922131-28-X.